# Hausarzt
Ein Hausarzt ist ein niedergelassener (freiberuflicher) Arzt oder in einer ärztlichen Kooperationsgemeinschaft wie z. B. einem medizinischen Versorgungszentrum oder einer Berufsausübungsgemeinschaft angestellt. Für den Patienten ist er meist die erste Anlaufstelle bei medizinischen Problemen, im Rahmen des deutschen Hausarztmodells muss er das sogar sein. Damit dient er als Lotse in einem unübersichtlichen Gesundheitssystem.

## Deutschland

### Zur Tätigkeit des Hausarztes
Wie jeder niedergelassene Arzt ist auch der Hausarzt berufsrechtlich verpflichtet, gegebenenfalls, z. B. bei schwereren Krankheiten, notwendige Hausbesuche durchzuführen. Um die ärztliche Versorgung auch außerhalb der Sprechstunden sicherzustellen, organisieren niedergelassene Ärzte in der Regel einen ärztlichen Notdienst.
Im Idealfall kennt der Arzt von früheren Gelegenheiten im Wesentlichen die Lebens- bzw. Krankengeschichte, während er sie bei neuen Patienten erst in längerem Gespräch erheben muss (Anamnese). Durch eine gewisse Kenntnis der persönlichen Situation und das Vertrauen der Patienten können Hausärzte mitunter auch bei psychischen Problemen oder Konflikten einen besseren Zugang zum Patienten haben als mancher Spezialist und übernehmen oftmals auch seine/ihre psychologische Grundversorgung. Wenn nötig, schreibt der Hausarzt die Überweisung zum Facharzt, zu einer speziellen Therapie bzw. ins Krankenhaus.
In Deutschland sind als Hausärzte tätig:
- Fachärzte für Allgemeinmedizin,
- hausärztlich niedergelassene Fachärzte für Innere Medizin,
- sogenannte praktische Ärzte, also Ärzte ohne Facharztanerkennung (für die Kassenzulassung bedarf es heute einer Facharztprüfung, die Neuzulassung eines praktischen Arztes als Vertragsarzt ist heute nicht mehr möglich),[2]
- Fachärzte für Kinder- und Jugendmedizin (früher Kinderarzt).
- In einigen Bundesländern wie in NRW seit 2018 wird u. a. direkt von Seiten des Landes ein Quereinstieg für Hausärzte ermöglicht.[3][4] Es ist dabei festgelegt, dass der Quereinstieg von Krankenhausärzten aus Gebieten der unmittelbaren Patientenversorgung in eine Hausarzttätigkeit auch finanziell unterstützt wird und insgesamt finanziell attraktiver werden soll.

Hausärzte können in Deutschland als eigenständige Leistungserbringer, d. h. als zugelassene freiberufliche Ärzte, und auch als angestellte Ärzte, d. h. in Berufsausübungsgemeinschaften (BAG) sowie in einem MVZ, tätig sein, was für die Patienten aber gewisse Unterschiede beinhaltet. So ist u. a. die Arzt-Patientenbindung bei Behandlungen durch MVZs geringer. Gesetzlich sind dabei in Deutschland reine Hausarzt-MVZs, ebenso wie spezialisierte facharztgruppengleiche MVZs, möglich.

### Kennzahlen

#### Einnahmen / Einkommen
Die Hausarztzentrierte Versorgung umfasst die hausärztliche Behandlung von Kassenpatienten, wobei die Abrechnung über einen Vertragspartner, meist einen Verband, und nicht über die Kassenärztliche Vereinigung abgewickelt wird. Ansonsten gilt für die hausärztliche Behandlung: Die Abrechnung der Leistungen erfolgt bei den gesetzlich Krankenversicherten mit der Krankenkasse über die Kassenärztliche Vereinigung (KV), bei Privatpatienten mit diesen direkt. 2004 setzte eine Hausarztpraxis in Deutschland im Durchschnitt 176.100 Euro um. Der Kostenanteil betrug 52,8 Prozent des Umsatzes. Die Kassenärztliche Bundesvereinigung gab 2010 bekannt, dass die Hausärzte im Jahr 2009 sieben Prozent mehr als im Vorjahr erhalten haben. Mit einem Honorar von durchschnittlich über 206.000 Euro (vor Abzug der Kosten) bekamen sie mehr Honorar als andere, spezialisierte Fachärzte. Das Durchschnittseinkommen eines Hausarztes liegt nach einer Statistik aus dem Jahr 2007 der OECD in Deutschland bei 80.730 Euro, in der Schweiz bei 87.000 Euro und in den Niederlanden bei 94.300 Euro. Privateinnahmen sind dabei nicht berücksichtigt. Im Jahr 2024 ließ sich für Deutschland feststellen, dass das durchschnittliche Einkommen eines Hausarztes mit eigener Praxis deutlich höher ist als das durchschnittliche Einkommen eines Hausarztes ohne eigene Praxis.

#### Hausärztezahl
2012 gab es in Deutschland rund 60.000 Hausärzte. Ende des Jahres 2020 ist diese Zahl über die Jahre jedoch gesunken und so sind es laut statista nur noch 44.900. 18,5 Prozent der Ärzte in Deutschland sind kassenärztlich tätige Hausärzte. Gemäß Angaben des AOK-Bundesverband wurden für das Jahr 2023 von der KBV  55.327 Hausärzte verzeichnet und damit 1,9 Prozent mehr als ein Jahr zuvor.

#### Hausarztdichte
Die Hausarztdichte in Deutschland variiert stark zwischen den Bundesländern. Bundesweit wurden 2025 etwa 58.183 Hausarztpraxen erfasst, wobei dicht besiedelte Bundesländer wie Bayern und Nordrhein-Westfalen tendenziell eine höhere Anzahl an Praxen aufweisen, während ländliche Regionen, etwa in Mecklenburg-Vorpommern oder Brandenburg, häufig unterversorgt sind.

### Stärkung der Attraktivität des Berufs
Die Deutsche Gesellschaft für Allgemeinmedizin und Familienmedizin (DEGAM) vertritt die wissenschaftlich-fachlichen Interessen der Hausärzte in Deutschland insbesondere durch die Erarbeitung von Leitlinien, Stellungnahmen gegenüber den gesundheitspolitischen Institutionen und Forschungs- und Nachwuchsinitiativen.

#### Allgemein
Deutschland wird seit längerem ein Hausarztmangel attestiert, im Jahr 2024 sind dabei am stärksten die Bundesländer NRW und Baden-Württemberg betroffen.
Seit Ende der 1990er Jahre versuchen zahlreiche Gesundheitspolitiker, die Rolle des Hausarztes im Gesundheitssystem zu stärken. Quereinstiege von Krankenhausärzten aus Gebieten der unmittelbaren Patientenversorgung in eine Hausarzttätigkeit werden mittlerweile oft auch finanziell unterstützt, wie u. a. in NRW, Thüringen, Baden-Württemberg etc.

#### Auswirkungen der Telemedizin auf Hausärztliche Tätigkeit
Die Auswirkungen der Zunahme von Möglichkeiten der Telemedizin können als ambivalent für die Hausärzte bezeichnet werden. Einerseits kann sie die Kommunikation durch das Einsparen von z. T. langen Wege- und Wartezeiten erleichtern, andererseits wird ihr in der Form, wie sie sich in Deutschland u. a. Anfang des Jahres 2025 darstellt, auch das Potential bescheinigt, Grab der wohnortnahen ambulanten Versorgung sein zu können.

#### Hausärztliche Institute und Forschungspraxennetz
An einzelnen deutschen Universitätsklinika sind in den vergangenen Jahren dortige „Institute für Hausarztmedizin“ zur Stärkung der Hausarztmedizin eingerichtet worden, in ähnliche Richtung zielt auch das BMBF-Projekt „HAFO.NRW“ mit dem Aufbau eines allgemeinmedizinischen Forschungspraxennetzes in NRW am UK Münster.